# Maren Butterbrodt
Maren Butterbrodt (* 16. Juli 1977) ist eine deutsche Rollstuhlbasketballerin. Sie erzielte den 4. Platz bei den Paralympischen Sommerspielen 2004 und war Teil der deutschen Nationalmannschaft, mit der sie mehrere Male Europameister wurde.

## Leben
Maren Butterbrodt stammt aus Osnabrück. Nach dem Abitur studierte sie Wirtschaftswissenschaften und schloss das Studium als Diplomkauffrau ab. Schon als Schülerin wurde sie Mitglied beim Osnabrücker SC und spielte in der dortigen Basketballabteilung. Auf Grund eines Unfalls erlitt sie einen Kreuzbandriss und eine Versteifung des Knies (Knorpelschaden), sodass sie von nun an auf einen Rollstuhl angewiesen war.
Sie wechselte daher zum Damenrollstuhlbasketball. Da sie gute Leistungen erbrachte, wurde sie im Januar 2003 zu einem Lehrgang der deutschen Nationalmannschaft einberufen und nahm danach an internationalen Spielen in ihrer Sportart teil. So war sie Mitglied der deutschen Damen-Rollstuhlbasketballmannschaft bei den Paralympischen Sommerspielen 2004 in Athen, in der sie und die deutsche Mannschaft den 4. Platz erreichten.
2005 wurde ihre Mannschaft Deutscher Meister im Rollstuhlbasketball. Außerdem wurde sie mit der Nationalmannschaft Europameister in ihrer Sportart. Es folgte dann 2006 eine Bronzemedaille bei den Weltmeisterschaften  und 2007 ein weiterer 1. Platz bei den Europameisterschaften.
Seit 2007 lebt sie mit ihrem Mann, einem Lehrer, der auch ihr Trainer ist, in Hannover. Hier spielte sie in der Mannschaft des BG Langenhagen, blieb aber Stammspielerin der Nationalmannschaft, mit der sie an den Paralympics 2008 in Peking teilnahm und eine Silbermedaille gewann. Im Endspiel gegen die USA unterlag die deutsche Mannschaft mit 50:28.
Zum 1. Januar 2009 wechselte sie zur SG Oldenburg/Süntetal.

## Auszeichnungen
- Mitglied der Niedersächsischen Hall of Fame[3]
- Silbernes Lorbeerblatt 2008
- 2009 Verleihung der Niedersächsischen Sportmedaille 2009[4]